# 戈芒藻属
戈芒藻属为戈芒藻科的一个属。该属的模式种为管状戈芒蓝细菌（Gomontiella subtubulosa）。

## 下属物种
- 管状戈芒蓝细菌 Gomontiella subtubulosa Teodoresco, 1901